# U 106 (Kaiserliche Deutsche Marine)
De U 106 was een Duitse onderzeeboot van de Mittel U klasse. De boot is gebouwd in opdracht van de Kaiserliche Marine.
De onderzeeër nam deel aan de Eerste Slag om de Atlantische Oceaan. De boot werd op 7 oktober 1917 als vermist opgegeven nadat het in de buurt van Helgoland op een zeemijn was gelopen.

## Wrak
In 2009 werd het scheepswrak in Nederlandse wateren ontdekt door Hr. Ms. Snellius van de Koninklijke Marine. Dit gebeurde tijdens een inspectie van de scheepvaartroute ten noorden van Terschelling. Men hoopte aanvankelijk op de sinds 18 juni 1940 vermiste Nederlandse onderzeeër Hr. Ms. O 13 te zijn gestuit.
In december 2009 onderzocht Hr. Ms. Maassluis de plek en hierbij werden de contouren van een onderzeeër zichtbaar. In februari 2010 vond een uitgebreider onderzoek plaats door Hr. Ms. Hellevoetsluis, waarbij met behulp van een duikteam een luchttank van het wrak omhoog werd gehaald. Uit opschriften bleek dat het om de Duitse U 106 uit de Eerste Wereldoorlog ging.
Het nieuws werd in 2011 openbaar gemaakt, omdat het eerst door de Duitse autoriteiten moest worden bevestigd. Ook de nabestaanden van de omgekomen bemanningsleden zijn eerst in kennis gesteld. De boot is niet geborgen, maar tot officieel oorlogsgraf verklaard.